# Andrés Laszlo
Andrés Laszlo o Andrés Lazlo (Szinna, Hungría, act. Snina, Eslovaquia 1910-Evry, dep. de Esonne, Francia 1988) fue un actor de reparto húngaro que hizo una amplia trayectoria en cine y teatro argentino.

## Carrera
Lazlo fue un destacado actor secundario dramático que se lució enormemente durante la época dorada del cine argentino, junto a brillante figuras como Armando Bó, Isabel Sarli, Luis Sandrini, Nelly Panizza, Margarita Corona, Susana Campos y Amalia Sánchez Ariño.
Se inicia en la Argentina a partir de la década de 1950, con el film Sombras en la frontera en 1951, protagonizada por Eduardo Sandrini y Malvina Pastorino. En su última película en el país, El trueno entre las hojas de 1958, fue notable su papel de un asesino de indios. 
Trabajó como guionista en películas españolas tales como Sin uniforme de 1950 y Mi tío Jacinto de 1956, dirigida por Ladislao Vajda y protagonizada por Antonio Vico Camarero y Pablito Calvo. Paralelamente desarrolló una carrera teatral.

## Filmografía
Las películas en las que actuó en Argentina fueron:
- 1951: Sombras en la frontera
- 1956: Historia de una soga
- 1956: La muerte flota en el río ...Pianista
- 1958: La venenosa
- 1958: Alto Paraná
- 1958: El hombre que hizo el milagro ...ciego
- 1958: El trueno entre las hojas,,,Dueño del obraje[5]